# Steel guitar

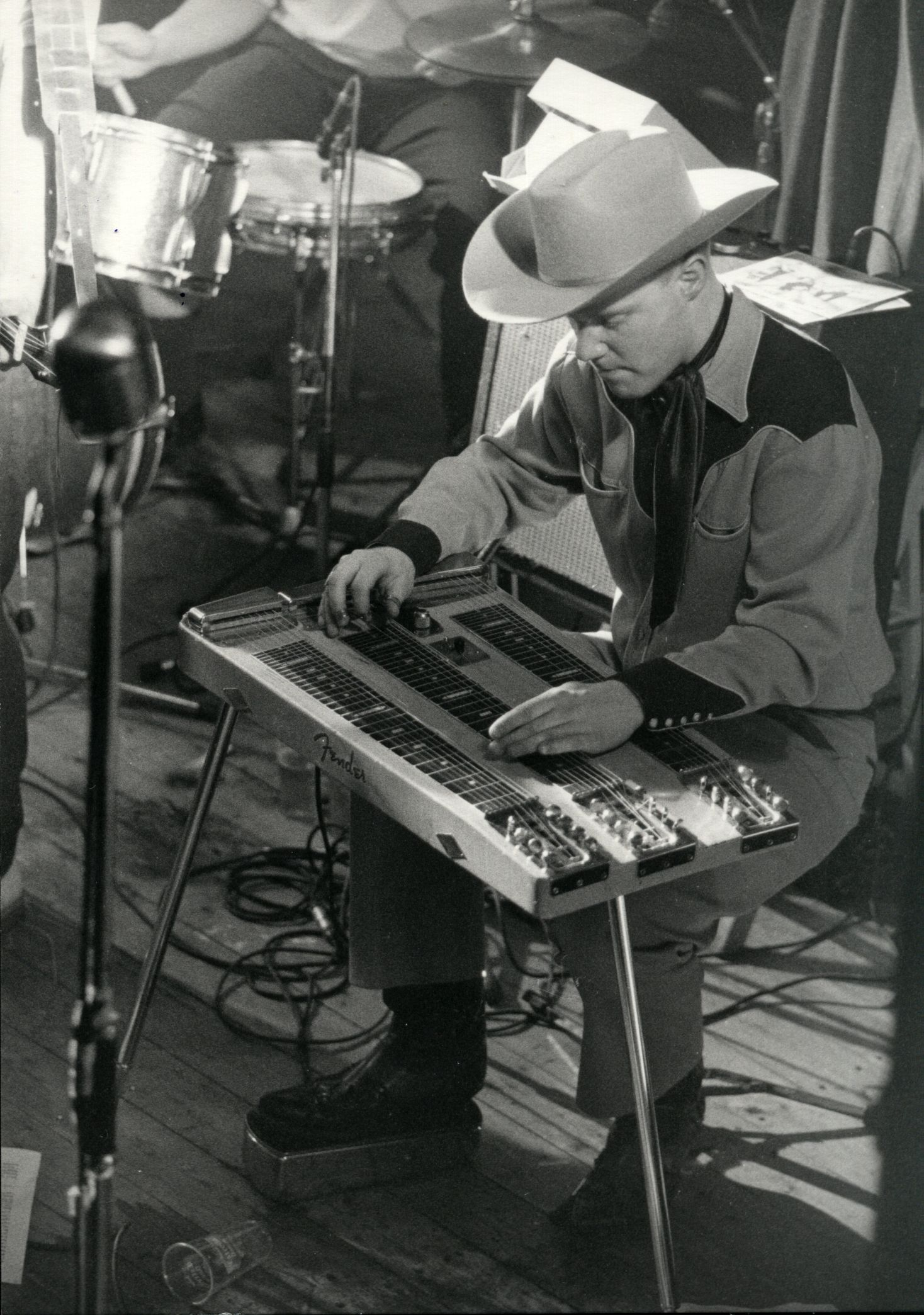
Steel guitar amb tres diapasons

L'steel guitar és un instrument de corda, de la família de les guitarres, sense caixa de ressonància (tret dels models acústics), amb forma usualment rectangular, que es disposa horitzontalment, ja sigui sobre els genolls (en els models més antics), o sobre una carcassa amb potes.
Les cordes es toquen generalment amb un dispositiu especial denominat precisament "steel" (el que dona el seu nom a l'instrument), similar a un slide o bottleneck, i no amb els dits com altres instruments de corda. Disposa usualment d'un, dos i fins a tres pals, disposant de pedals que s'utilitzen per canviar el diapasó. L'acció dels pedals pot ser configurada o fixada pel que toca l'instrument.

## Història
El seu origen es troba en la tècnica de guitarra coneguda com a slack key, desenvolupada a Hawaii i àmpliament difosa als Estats Units en les dècades de 1920 i 1930. La tècnica va ser assumida pels músics de blues i, sobretot, pels intèrprets del llavors naixent hillbilly. A partir dels anys 1930, van començar a fabricar-se guitarres electrificades, sense caixa, que es disposaven horitzontalment enfront de l'executant. Els models van anar canviant, donant origen a diferents tipus de Steel Guitars.
A finals del segle xix, mariners i vaquers paniolos, contractats pel rei de Hawaii per treballar ramaderies, van introduir la guitarra clàssica a les illes Hawaii. Per Algun motiu, els hawaians no van adoptar l'afinació estàndard de la guitarra que s'havia fet servir durant segles. Van tornar a afinar les seves guitarres per fer-les sonar un acord major quan es tocaven les sis cordes, ara coneguda com a "afinació oberta". El terme per a això és "slack-key" perquè determinades cadenes es van "afluixar" per aconseguir-ho. Les cordes de guitarra d'acer, aleshores una novetat, oferien noves possibilitats als illencs. Per canviar els acords, feien servir algun objecte llis, generalment un tros de pipa o metall, fent-lo lliscar per sobre de les cordes fins a la quarta o cinquena posició, interpretant fàcilment una cançó de tres acords. És físicament difícil subjectar una barra d'acer contra les cordes mentre es sosté la guitarra contra el cos (mà supinada), de manera que els hawaians es col·locaven la guitarra a la falda i la tocaven amb la mà en pronació. Tocar d'aquesta manera es va fer popular a tot Hawaii i es va estendre internacionalment.
Joseph Kekuku, nascut a Oahu, es va convertir en un expert en aquest estil de tocar cap a finals del segle XIX i el va popularitzar; algunes fonts diuen que va inventar l'steel guitar. Es va traslladar als Estats Units continentals i es va convertir en un intèrpret de vaudeville i també va fer una gira per Europa interpretant música hawaiana. L'estil hawaià de tocar es va estendre al continent i es va fer popular durant la primera meitat del segle xx; intèrprets destacats de l'època van ser Frank Ferera, Sam Ku West, "King" Bennie Nawahi i Sol Hoopii. Hoopii va ser potser el més famós dels hawaians que van difondre el so del lap steel instrumental a tot el món. Aquesta música es va fer popular fins al punt que es va anomenar la "mania hawaiana".

## Tipus de steel guitars
Històricament han existit diversos tipus de steel guitars :

### Lap steel guitar
És el tipus més antic i procedeix directament de la guitarra, amb 6 cordes afinades a la manera tradicional o, bé, afinades en acords oberts, a la manera hawaiana. Inicialment s'usaven les mateixes guitarres espanyoles, disposades horitzontalment sobre els genolls del músic, d'on li ve el nom (lap = falda). Després es van construir models específics, amb pal quadrat i sense trasts, substituïts per marques. A partir de 1931, la marca Rickenbacker va començar a construir guitarres lap steel sense caixa, de cos sòlid i amplificades.

### Table steel guitar
També coneguda com a «guitarra de consola», suposa una evolució de l'anterior, amb l'afegit d'un pal addicional, amb vuit cordes a cada un dels pals. Al voltant de 1950, Paul Bigsby va començar a comercialitzar steel guitars muntades en un rack situat entre les cames, a la part davantera de l'instrument. Speedy West la va utilitzar àmpliament en el seu treball amb Jimmy Bryant i Zane Beck va començar a afegir a la consola palanques, per utilitzar amb el genoll, el 1953. Cap a 1955, Bud Isaacs va afegir un pedal a un dels pals del seu table steel guitar. La finalitat del pedal era modificar la tensió de dues de les cordes. Isaacs va usar aquest pedal per canviar la tonalitat durant un acord sostingut en el tema "Slowly", gravat per Webb Pierce, la qual cosa va generar un gran impacte entre els guitarristes de bluegrass, que van començar massivament a adoptar la innovació.

### Pedal steel guitar
És una forma més evolucionada. Buddy Emmons i Jimmy Day, van ser els que van ampliar a dos el nombre de pedals i van afegir dues noves cordes a les vuit de la table steel guitar. Emmons va incorporar més tard un tercer pedal, basat en un canvi que Ralph Mooney havia fet servir, amb anterioritat, en el seu instrument. Emmons va unir forces, en 1957 amb un altre intèrpret-constructor de steel guitars, anomenat Harold "Shot" Jackson, creant Sho-Bud Company, la primera marca que va fabricar Pedal steel guitars en sentit estricte, estandarditzant el model d'un sol pal, amb tres pedals i quatre palanques.